# Liste der Kulturdenkmäler in Hamburg-Schnelsen
Die Liste der Kulturdenkmäler in Hamburg-Schnelsen enthält die in der Denkmalliste ausgewiesenen Denkmäler auf dem Gebiet des Stadtteils Schnelsen der Freien und Hansestadt Hamburg.
Basis ist der Datensatz Denkmalliste Hamburg auf dem Transparenzportal Hamburg. Dieser enthält alle Objekte, die rechtskräftig nach dem Hamburger Denkmalschutzgesetz vom 5. April 2013 unter Denkmalschutz stehen (§ 6 Abs. 1 DSchG HA) oder zumindest zeitweise standen. Die Denkmalliste steht auch als PDF-Dokument zur Verfügung. Alle Denkmäler in Schnelsen, die schon nach dem Denkmalschutzgesetz vom 3. Dezember 1973, zuletzt geändert am 27. November 2007, unter Denkmalschutz standen, sind auch auf der Liste der Kulturdenkmäler im Hamburger Bezirk Eimsbüttel zu finden.

## Legende
- ID: Gibt die vom Denkmalschutzamt Hamburg vergebene Objekt-ID (Identifikationsnummer) des Kulturdenkmals an, (in Klammern gegebenenfalls die Denkmalnummer nach altem Denkmalschutzgesetz).
- Adresse: Nennt den Straßennamen und, wenn vorhanden, die Hausnummer des Kulturdenkmals. Die Grundsortierung der Liste erfolgt nach dieser Adresse.
- Art: Zeigt an, ob es ein Objekt („O“) oder ein Ensemble („E“) ist.
- Datierung: Gibt die Datierung an; das Jahr der Fertigstellung bzw. den Zeitraum der Errichtung.
- Ensemble: Gibt die Nummer des Ensembles an, zu der das Objekt gehört, bzw. bei Ensembles die Nummer des Ensembles selbst.

Hinweis: Die Grundsortierung der Liste erfolgt nach der Adresse und ist alternativ nach ID, Art (Objekt oder Ensemble), Typ, Datierung, Entwurf oder Kurzbeschreibung sortierbar.

| ID           | Adresse                                                 | Art | Typ                                                       | Kurzbeschreibung | Datierung                                                                        | Entwurf                                                  | Ensemble | Bild           |
| ------------ | ------------------------------------------------------- | --- | --------------------------------------------------------- | --- | -------------------------------------------------------------------------------- | -------------------------------------------------------- | -------- | -------------- |
| 19395 (916)  | Am Dorfteich 2 (Lage)                                   | O   | Wohnwirtschaftsgebäude                                    | Bornkasthof | 19. Jh.                                                                          | nicht ermittelbar                                        |          |                |
| 19398 (916)  | Frohmestraße 11 (Lage)                                  | O   | Wohnwirtschaftsgebäude                                    | Bornkasthof | 19. Jh.                                                                          | nicht ermittelbar                                        |          |                |
| 29537        | Frohmestraße 42 (Lage)                                  | O   | Schulanlage (Schulgebäude; Turnhalle)                     | Schule Frohmestraße, Schulgelände mit allen Schulgebäuden und Turnhalle | 1886; 1892; 1900; 1910;                                                          |                                                          |          | weitere Bilder |
| 19396        | Holsteiner Chaussee 304 (Lage)                          | O   | Kate                                                      | | 19. Jh.                                                                          |                                                          |          |                |
| 19400        | Holsteiner Chaussee 321 (Lage)                          | O   | Mühle (Holländerwindmühle, Dampfmühle)                    | | 1888; 1914                                                                       |                                                          |          |                |
| 19393 (458)  | Holsteiner Chaussee o.Nr., gegenüber von Nr. 396 (Lage) | O   | Meilenstein (Halbmeilenstein)                             | Dänischer Meilenstein an der Holsteiner Chaussee (E039D) | 1832                                                                             |                                                          |          |                |
| 19397 (1127) | Königskinderweg 2 (Lage)                                | O   | Wohngebäude                                               | | 19. Jh.                                                                          | nicht ermittelbar                                        |          |                |
| 19394        | Kriegerdankweg 9 (Lage)                                 | O   | Kirchengebäude (Notkirche)                                | Adventskirche | 1949                                                                             | Bartning, Otto; Hopp, Bernhard/Jäger, Rudolf             |          | weitere Bilder |
| 30632        | Kriegerdankweg o.Nr., Wählingsallee o.Nr. (Lage)        | E   |                                                           | Friedensmal |                                                                                  |                                                          | 30632    |                |
| 19401 (1427) | Kriegerdankweg o.Nr. (Lage)                             | O   | Denkmal, Friedensmal; Grünanlage                          | | 1967                                                                             | Rytlewski, D.                                            | 30632    |                |
| 19399 (1527) | Oldesloer Straße 141 (Lage)                             | O   | Meilenstein (Halbmeilenstein)                             | Dänischer Meilenstein an der Oldesloer Straße (E039B) | 1840                                                                             |                                                          |          |                |
| 29539        | Oldesloer Straße 236 (Lage)                             | O   | Gutsanlage                                                | Gutsanlage Wendlohe: Herrenhaus mit Stallgebäuden, Nebenhaus, Geflügelhaus, Instenhaus, Lagerhaus für Kartoffeln, Anbau an ehem. Pferdestall (Haus mit Uhrturm), Teich, Grünfläche zwischen den alten Stallungen (Ehrenhof), Stallgebäude im Osten mit Kopfbau, Torhaus, Allee, Reste der Pflasterung. | 1883; 1890; 1896                                                                 | nicht ermittelbar                                        |          | weitere Bilder |
| 29538 (963)  | Pinneberger Straße 28 (Lage)                            | O   | Bahnhof (Vorortbahn); u. a.                               | AKN-Bahnhof Schnelsen mit Bahnhofsempfangsgebäude, Güterabfertigungsgebäude, Rampe, gepflasterter Zufahrt und gepflasterter Fläche vor den Gebäuden | 1912/1918                                                                        | Schaar & Hintzpeter (Schaar, Adolf/Hintzpeter, Cäsar L.) |          |                |
| 29540 (888)  | Sassenhoff 1 (Lage)                                     | O   | Hofanlage (Wohnwirtschaftsgebäude; Scheune; Stall; u. a.) | Hofanlage mit Haupthaus, Durchfahrtsscheune, Stall, Hofzufahrt, Hofpflaster, Frei- und Grünflächen, Garten und Weide | 1800, um, 1905, um (Wohnwirtschaftsgebäude); 1800/1830, um (Scheune und Scheune) | nicht ermittelbar                                        |          |                |
| 19402 (1427) | Wählingsallee o.Nr. (Lage)                              | O   | Denkmal, Friedensmal; Grünanlage                          | | 1967                                                                             | Rytlewski, D.                                            | 30632    |                |